# Clavatula taxea
Clavatula taxea é uma espécie de gastrópode do gênero Clavatula, pertencente a família Clavatulidae.